# Esakiozephyrus hecale
Esakiozephyrus hecale är en fjärilsart som beskrevs av John Henry Leech 1893. Esakiozephyrus hecale ingår i släktet Esakiozephyrus och familjen juvelvingar. Inga underarter finns listade i Catalogue of Life.